# Церква Покрова Пресвятої Богородиці (Бернашівка)
Церква Покрова Пресвятої Богородиці — пам'ятка архітектури місцевого значення, дерев'яна православна церква. Переносний козацький храм, побудований у другій половині XVIII століття,  розташований у селі Бернашівка Могилів-Подільського району Вінницької області.
За легендами церкву побудували козаки Касіян Гудзь та Василь Антонюк у 1872 році за 5000 карбованців, пізніше добудували дерев'яну дзвіницю. Також є перекази, що церква перенесена козаками-втікачами після руйнування Запорізької Січі. Однак, науковці вважають ці версії малоймовірними. За документально підтвердженими записами церква була продана та перенесена із села Перекоринці Мурованокуриловецького району.
Вона однобанна, тризубна, пошальована, пофарбована у блакитний та білий кольори. Поряд із церквою знаходяться дерев'яно-цегляна дзвіниця та кам'яні хрести.
У 1980-х роках церква була відновлена коштом жителів та голови села Бернашівка Олексія Гудзя. Було знайдено та встановлено втрачений у радянський період іконостас.

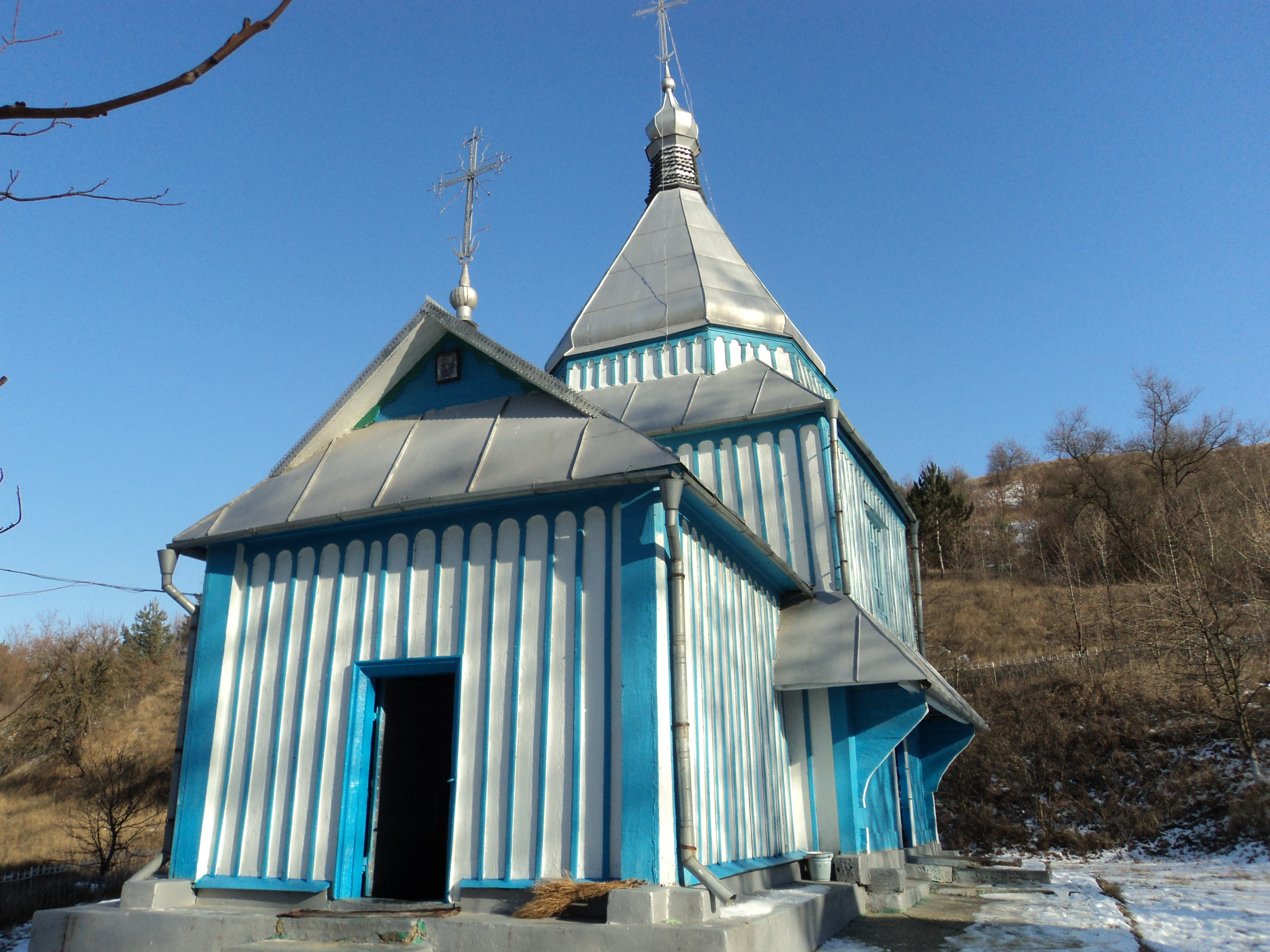
Церква Покрова Пресвятої Богородиці
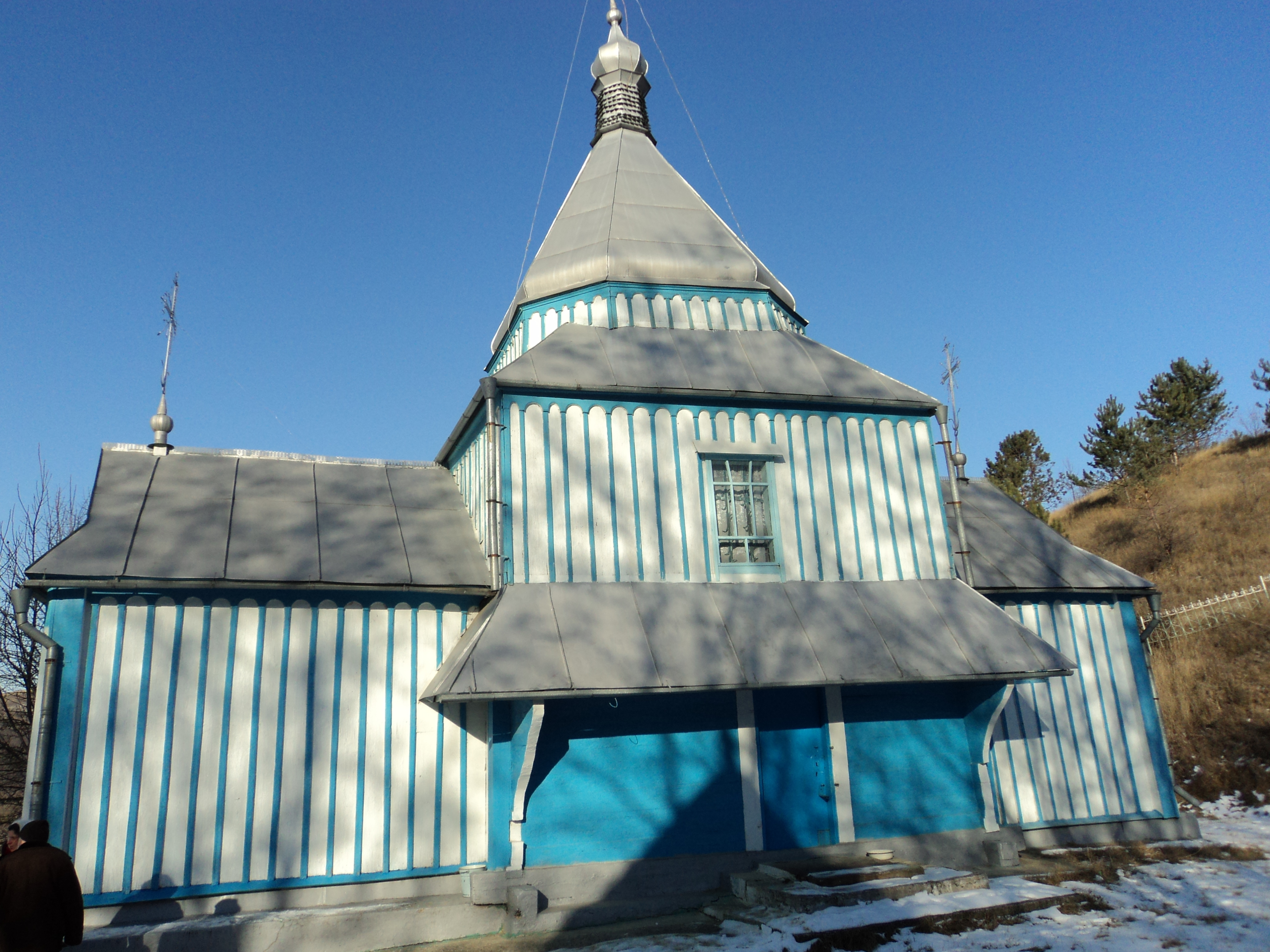
Церква Покрова Пресвятої Богородиці
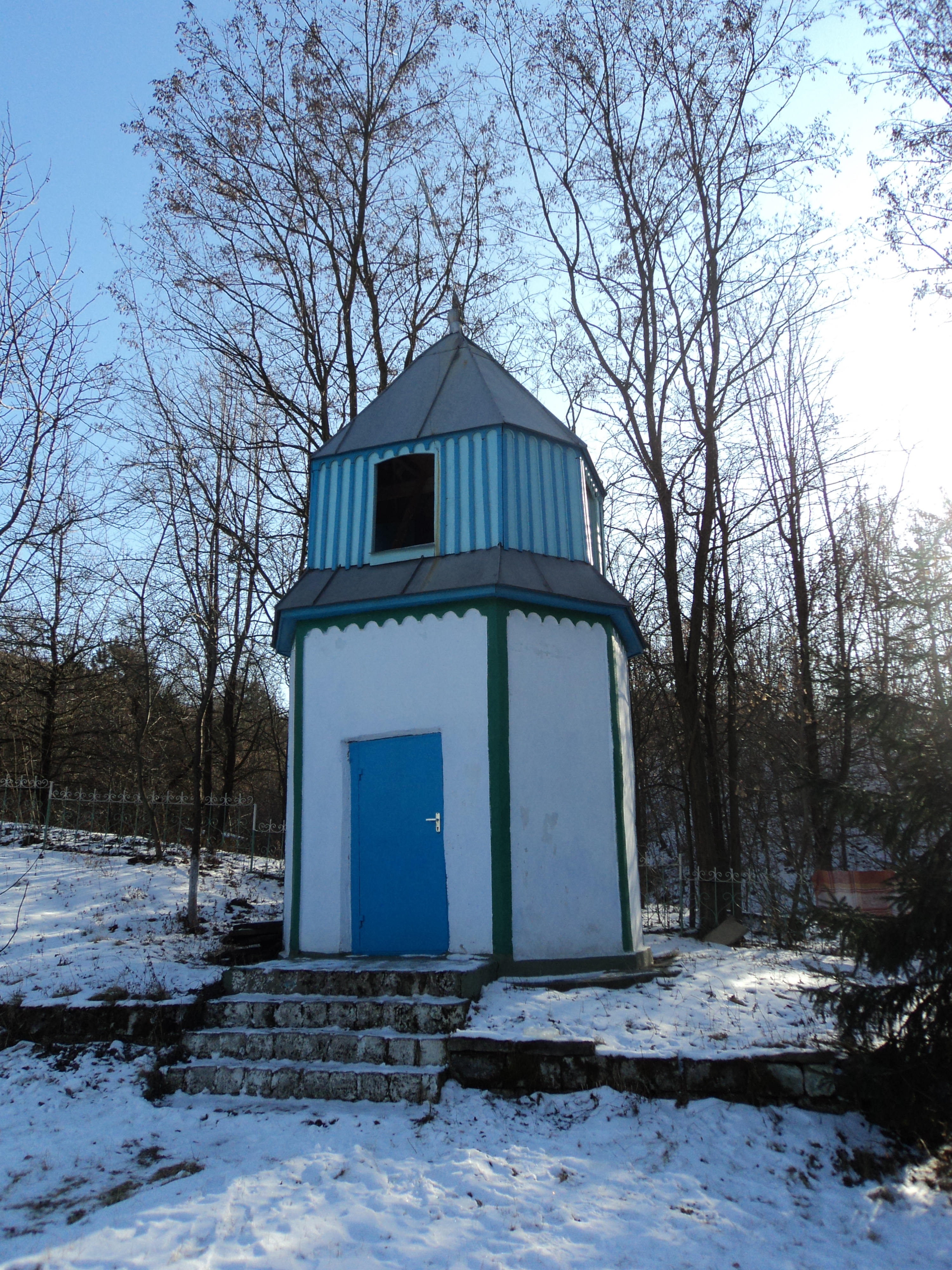
Дзвіниця